# Автобиография Малкольма Икса
«Автобиография Малкольма Икса» (англ. The Autobiography of Malcolm X) — автобиографическая книга афроамериканского исламского духовного лидера, революционера и борца за гражданские права Малкольма Икса, написанная при участии журналиста Алекса Хейли и изданная в 1965 году. Автобиография была написана Хейли на основе серии интервью в период между 1963 и 1965 годами, когда Малкольм Икс был убит. Эпилог книги был написан уже после убийства, в нём Хейли описал процесс их сотрудничества и события в конце жизни Малкольма Икса.
После публикации «Автобиографии», обозреватель New York Times описал её как «блестящую, болезненную и важную книгу». В 1967 году историк Джон Уильям Уорд высказал мнение, что книга станет классической американской автобиографией. В 1998 году журнал Time включил «Автобиографию Малкольма Икса» в число десяти документальных книг, обязательных к прочтению. Книга была адаптирована для фильма Джеймсом Болдуином и Арнольдом Перлом. Их сценарий лёг в основу фильма «Малкольм Икс» режиссёра Спайка Ли 1992 года.